# Islamul în Kazahstan
Islamul în Kazahstan — cea mai răspândită religie în rândurile credincioșilor republicii Kazahstan. Musulmanii constituie 70,19 % din populație, după cum rezultă din recensământul din anul 2009. 
- Orientare— sufism.
- Madhhab (școala de jurisprudență islamică) — Hanafi madhhab.
- Organ autorizat — Administrația spirituală a musulmanilor din sia Centrală și Kazahstan (SADUM).

## Istorie
Apariția islamului pe teritoriul Kazahstanului contemporan a fost un proces care s-a întins pe mai multe secole, începând cu regiunile sudice. 

Potrivit unora, primul impuls catre răspândirea islamului a fost Bătălia de la Talass, din anul 751. În cadrul acesteia, tatarii din Hanatul mongol, unindu - și trupele cu cele ale Califatului Abbasid, au învins forțele armate ale Imperiului Tang din China. Câștigarea bătăliei a oprit expansiunea trupelor dinastiei Tang către vest și a permis răspândirea islamului în rândul populației sedentare din Zhetysu și Sârdaria, înspre sfârșitul secolului al X - lea. 

Islamul a fost adoptat ca religie de stat în hanatul Kara - Khanid la sfârșitul secolului al X - lea. Pe măsură ce hanatul lui Gingis Han a cunoscut o mai largă răspândire, expansiunea islamului a cunoscut o încetinire, întrucât religia tradițională a popoarelor turcice a fost tengriismul. Însă islamul a continuat să se răspândească în umătoarele secole. Astfel, islamul a fost adoptat de către hanii Berke, al Hoardei de Aur (1255—1266) și Uzbek (1312—1340). În această perioadă popoarele turcice au fost puternic influențate de clericii sufiți. O influență enormă în răspândirea islamului în rândul popoarelor vorbitoare de limbi turcice a fost fondatorul ordinului sufit yassawit Hoja Ahmet Yassawi, decedat în anul 1166 în orașul Turkestan.

În prezent, cea mai mare parte a populației din Kazahstan se consideră musulmană și respectă într-o mare măsură prevederile, ceremoniile și regulile islamului. Spre exemplu ritul circumciziei este urmat de marea majoritate a kazahilor. De asemenea, ritualurile de înmormântare se desfășoară în cele mai multe cazuri după cutumele musulmane.

Împreună cu islamul, credincioșii kazahi au păstrat și o parte dintre obiceiurile perioadei pre - islamice, tradiții care nu contrazic și nu aduc atingere islamului. Băieții sunt lăsați să poarte "Aidar" (moț). Există obiceiul tradițional numit Tusau - Kecu (tăierea cordonului), precum și obiceiul tăierii părului nou - născuților, la împlinirea vârstei de 40 de zile. Adeseori se poate auzi cum kazahii folosesc numele de «Tengri» ca sinonim pentru Allah.